# Ruppin (landskap)

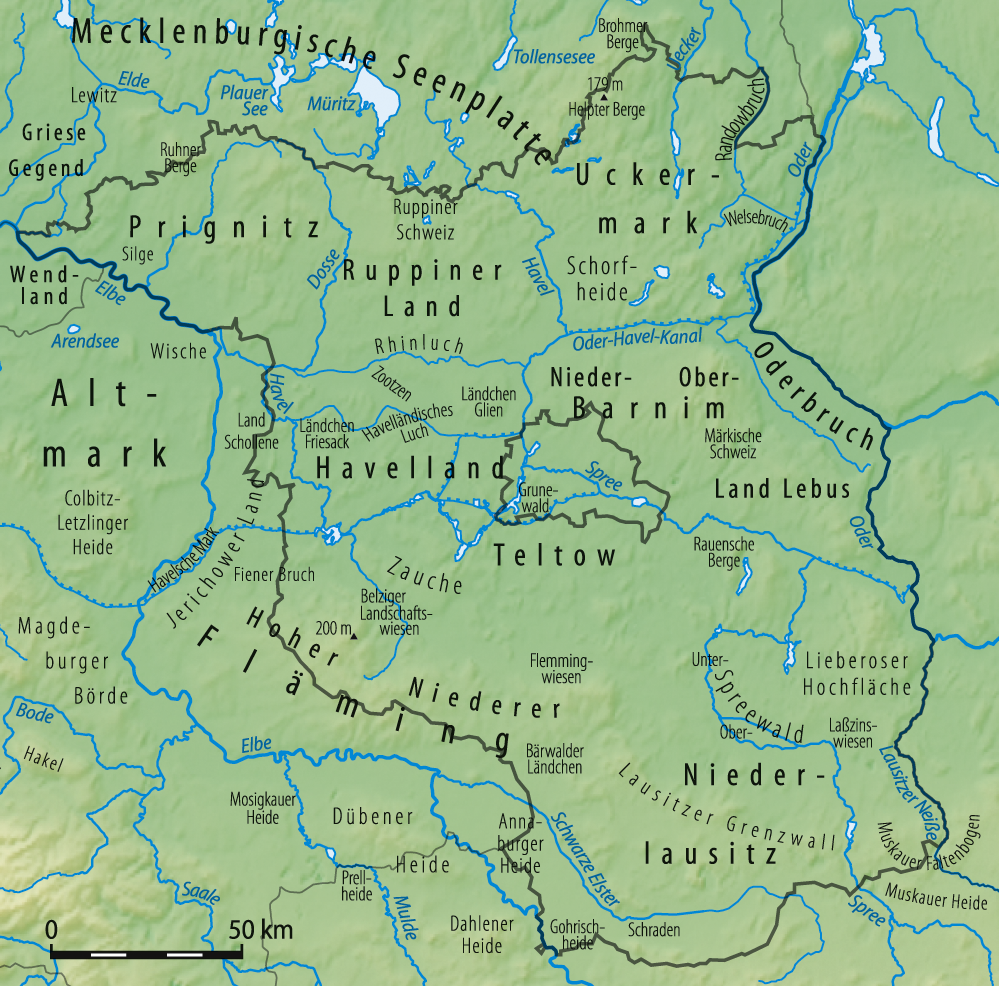
Brandenburgs geografi. Ruppin upptill i mitten.

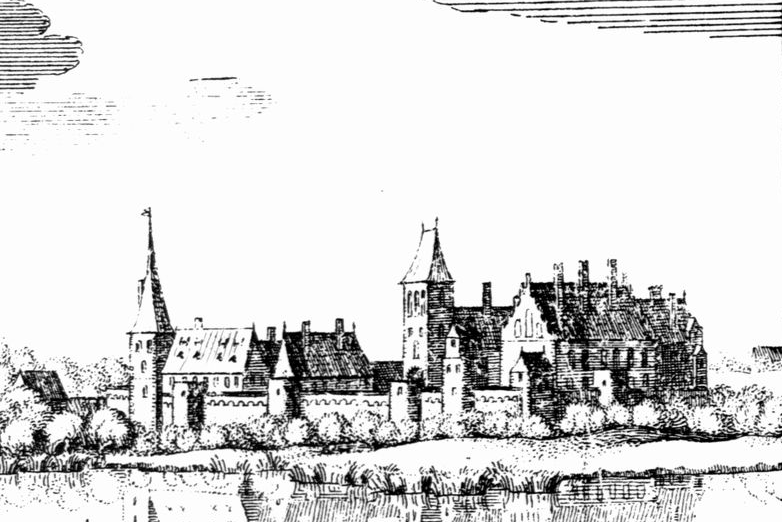
Slottet i Alt Ruppin omkring 1650, kopparstick av Matthäus Merian den äldre.

För det nuvarande administrativa distriktet, bildat 1993, se Landkreis Ostprignitz-Ruppin.
Ruppin eller Ruppiner Land är ett historiskt landskap i det nuvarande förbundslandet Brandenburg i Tyskland, beläget nordväst om Berlin.

## Geografi
Landskapet Ruppin sträcker sig från Kleiner Pälitzsee i norr till floden Rhin i söder och från floden Dosse i väster till floden Havel i öster, men gränsen följer inte dessa vattendrag utefter hela sträckningen. Landskapet gränsar i nordost till Mecklenburg, i öster till Uckermark, i sydost till Löwenberger Land, i syd till Havelland och i väster och norr till Prignitz.
Landskapets nuvarande huvudort är staden Neuruppin, med den tillhörande äldre närbelägna orten Alt Ruppin som var säte för grevarna av Ruppin. Andra städer i regionen är Gransee, Lindow (Mark), Neustadt (Dosse), Rheinsberg och Wusterhausen/Dosse.
Landskapet utgörs av Rheinsbergs sjölandskap i norr, en del av Neustrelitzsjöarna, Granseeplatån i nordost, Rüthnicker Heide i sydost, Rhinluchs våtmarker i söder, Ruppinplatån i sydväst och Wittstock-Rüppiner Heide i nordväst, där även det kulliga skogsområdet Ruppiner Schweiz ingår.

## Historia

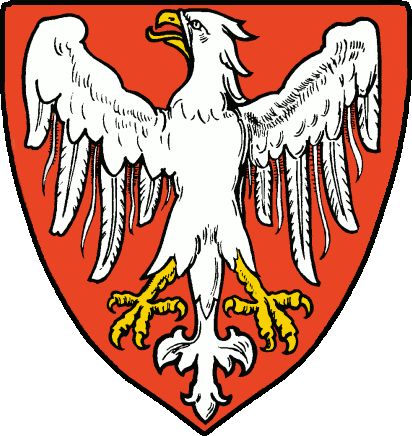
Ruppins historiska vapen.

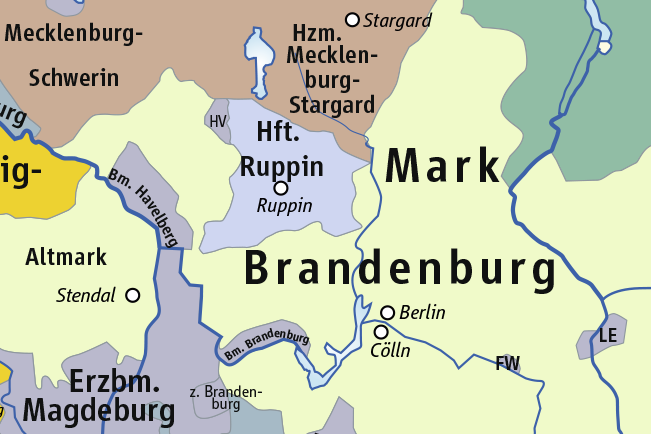
Riksfurstendömet Ruppin omkring år 1400, markerat i ljusblått.

Landskapet utgjorde från 1200-talet ett grevskap och riksfurstendöme i Tysk-romerska riket. Grevarna kom med tiden kom att bli underställda markgreven av Brandenburg som var den mest inflytelserika riksfursten i regionen. Administrativt centrum var Burg Ruppin, belägen i den nuvarande stadsdelen Alt Ruppin i staden Neuruppin. Den siste greven av Ruppin, Wichmann, avled 1524 och grevskapet uppgick då i markgrevskapet Brandenburg. Fram till 1918 var därför huset Hohenzollerns Brandenburg-preussiska kungliga gren titulära grevar av Ruppin. Sedan 1993 ingår området i det administrativa länet Landkreis Ostprignitz-Ruppin.